# Встреча под дождём
«Встре́ча под дождём» (англ. Raincoat) — индийский фильм, снятый в 2004 году. В основу положен сюжет рассказа «Дары волхвов» О. Генри. Наиболее успешный из всех фильмов режиссёра Ритупарно Гхоша в Болливуде. Был снят за 13 дней.

## Сюжет
Безработный Ману приезжает из Бхагалпура в Калькутту для того, чтобы взять в долг денег у однокашников на открытие бизнеса.
Кроме этого, он посещает свою первую любовь, Ниру. Она вышла замуж по расчёту и решению родителей шесть лет назад.
Она рассказывает о своей устроенной жизни: муж-бизнесмен в постоянных зарубежных поездках, прислуга и дорогая антикварная мебель, но сама она предпочитает находится дома. Ману рассказывает, что он владелец компании, производящей «мыльные оперы», флиртует с секретаршей и собирается жениться.
Пока Ниру ходит в магазин за обедом, взяв его плащ, Ману встречается с владельцем дома, от которого узнаёт, что жильцы не платили за дом десять месяцев и их собираются выселять. Ману отдаёт одолженные деньги в уплату за дом. Он также осматривает дом Ниру и оставляет ей записку о том, что он ей помог. Они расстаются.
Вечером в кармане плаща Ману находит драгоценности Ниру и записку, что не надо было просить у других, когда ему может решить пустяковую проблему Ниру.

## В ролях
- Айшвария Рай — Нирджа «Ниру»
- Аджай Девган — Манодж «Ману»
- Сурекха Сикри — мать Ману
- Анну Капур[англ.] — владелец дома
- Самир Дхармадхикари — Алок
- Моули Гангули — Шила

## Награды и номинации
- Национальная кинопремия за лучший фильм на хинди[2]
- Номинация на Хрустальный глобус за лучший художественный фильм на МКФ в Карловых Варах
- Номинация Filmfare Award за лучшую женскую роль — Айшвария Рай[3]
- Zee Cine Award за лучшую женскую роль по выбору критиков — Айшвария Рай